# Tour de Suisse
A Tour de Suisse egy országútikerékpár-verseny Svájcban. A versenyt minden év júniusában rendezik meg, és része az UCI World Tour-nak.

## Trikók
- Az összetett verseny győztese:
- Pontverseny győztese:
- Hegyi pontverseny győztese:
- Sprintverseny győztese:
- Legjobb csapat:

## Dobogósok
| Év   | Győztes                    | Második                 | Harmadik                |         |
| ---- | -------------------------- | ----------------------- | ----------------------- | ------- |
| 1933 | Max Bulla                  | Albert Büchi            | Gaspard Rinaldi         |         |
| 1934 | Ludwig Geyer               | Léon Level              | Francesco Camusso       |         |
| 1935 | Gaspard Rinaldi            | Leo Amberg              | Henri Garnier           |         |
| 1936 | Henri Garnier              | Gustaaf Deloor          | Leo Amberg              |         |
| 1937 | Karl Litschi               | Leo Amberg              | Walter Blattmann        |         |
| 1938 | Giovanni Valetti           | Arsène Mersch           | Severino Canavesi       |         |
| 1939 | Robert Zimmermann          | Max Bolliger            | Christophe Didier       |         |
| 1941 | Josef Wagner               | Werner Buchwalder       | Ferdinand Kübler        |         |
| 1942 | Ferdinand Kübler           | Willy Kern              | Fritz Stocker           |         |
| 1946 | Gino Bartali               | Josef Wagner            | Aldo Ronconi            |         |
| 1947 | Gino Bartali               | Giulio Bresci           | Stan Ockers             |         |
| 1948 | Ferdinand Kübler           | Giulio Bresci           | Hans Sommer             |         |
| 1949 | Gottfried Weilenmann       | Georges Aeschlimann     | Ernst Stettler          |         |
| 1950 | Hugo Koblet                | Jean Goldschmit         | Aldo Ronconi            |         |
| 1951 | Ferdinand Kübler           | Hugo Koblet             | Alfredo Martini         |         |
| 1952 | Pasquale Fornara           | Ferdinand Kübler        | Carlo Clerici           |         |
| 1953 | Hugo Koblet                | Fritz Schär             | Danilo Barozzi          |         |
| 1954 | Pasquale Fornara           | Agostino Coletto        | Giancarlo Astrua        |         |
| 1955 | Hugo Koblet                | Stan Ockers             | Carlo Clerici           |         |
| 1956 | Rolf Graf                  | Fritz Schär             | Jef Planckaert          |         |
| 1957 | Pasquale Fornara           | Edgard Sorgeloos        | Attilio Moresi          |         |
| 1958 | Pasquale Fornara           | Hennes Junkermann       | Antonino Catalano       |         |
| 1959 | Hennes Junkermann          | Henry Anglade           | Federico Bahamontes     |         |
| 1960 | Alfred Rüegg               | Kurt Gimmi              | René Strehler           |         |
| 1961 | Attilio Moresi             | Hilaire Couvreur        | Alfred Rüegg            |         |
| 1962 | Hennes Junkermann          | Franco Balmamion        | Aldo Moser              |         |
| 1963 | Giuseppe Fezzardi          | Rolf Maurer             | Attilio Moresi          |         |
| 1964 | Rolf Maurer                | Franco Balmamion        | Italo Zilioli           |         |
| 1965 | Franco Bitossi             | Jos Huysmans            | Guido Marcello Mugnaini |         |
| 1966 | Ambrogio Portalupi         | Carlo Chiappano         | Rudi Zollinger          |         |
| 1967 | Gianni Motta               | Rolf Maurer             | Luis Pedro Santamarina  |         |
| 1968 | Louis Pfenninger           | Robert Hagmann          | Herman Vanspringel      |         |
| 1969 | Vittorio Adorni            | Aurelio González Puente | Bernard Vifian          |         |
| 1970 | Roberto Poggiali           | Louis Pfenninger        | Primo Mori              |         |
| 1971 | Georges Pintens            | Louis Pfenninger        | Ugo Colombo             |         |
| 1972 | Louis Pfenninger           | Roger Pingeon           | Michele Dancelli        |         |
| 1973 | José Manuel Fuente         | Donato Giuliani         | Wladimiro Panizza       |         |
| 1974 | Eddy Merckx                | Gösta Pettersson        | Louis Pfenninger        |         |
| 1975 | Roger De Vlaeminck         | Eddy Merckx             | Louis Pfenninger        |         |
| 1976 | Hennie Kuiper              | Michel Pollentier       | José Pesarrodona        |         |
| 1977 | Michel Pollentier          | Lucien Van Impe         | Bert Pronk              |         |
| 1978 | Paul Wellens               | Ueli Sutter             | Josef Fuchs             |         |
| 1979 | Wilfried Wesemael          | Rudy Pevenage           | Leonardo Mazzantini     |         |
| 1980 | Mario Beccia               | Josef Fuchs             | Joop Zoetemelk          |         |
| 1981 | Beat Breu                  | Josef Fuchs             | Leonardo Natale         |         |
| 1982 | Giuseppe Saronni           | Theo de Rooij           | Guido Van Calster       |         |
| 1983 | Sean Kelly                 | Peter Winnen            | Jean-Marie Grezet       |         |
| 1984 | Urs Zimmermann             | Acácio da Silva         | Gerhard Zadrobilek      |         |
| 1985 | Phil Anderson              | Niki Rüttimann          | Guido Winterberg        |         |
| 1986 | Andrew Hampsten            | Robert Millar           | Greg LeMond             |         |
| 1987 | Andrew Hampsten            | Peter Winnen            | Fabio Parra             |         |
| 1988 | Helmut Wechselberger       | Steve Bauer             | Acácio da Silva         |         |
| 1989 | Beat Breu                  | Daniel Steiger          | Jörg Müller             |         |
| 1990 | Sean Kelly                 | Robert Millar           | Andrew Hampsten         |         |
| 1991 | Luc Roosen                 | Pascal Richard          | Andrew Hampsten         |         |
| 1992 | Giorgio Furlan             | Gianni Bugno            | Fabian Jeker            |         |
| 1993 | Marco Saligari             | Rolf Järmann            | Fernando Escartín       |         |
| 1994 | Pascal Richard             | Vlagyimir Pulnyikov     | Gianluca Pierobon       |         |
| 1995 | Pavel Tonkov               | Alex Zülle              | Zenon Jaskuła           |         |
| 1996 | Peter Luttenberger         | Gianni Faresin          | Gianni Bugno            |         |
| 1997 | Christophe Agnolutto       | Oscar Camenzind         | Jan Ullrich             |         |
| 1998 | Stefano Garzelli           | Beat Zberg              | Wladimir Belli          |         |
| 1999 | Francesco Casagrande       | Laurent Jalabert        | Gilberto Simoni         |         |
| 2000 | Oscar Camenzind            | Dario Frigo             | Wladimir Belli          |         |
| 2001 | Lance Armstrong            | Gilberto Simoni         | Wladimir Belli          |         |
| 2002 | Alex Zülle                 | Piotr Wadecki           | Nicolas Fritsch         |         |
| 2003 | Alekszandr Vinokurov       | Giuseppe Guerini        | Óscar Pereiro           |         |
| 2004 | Jan Ullrich                | Fabian Jeker            | Dario Cioni             |         |
| 2005 | Aitor González Jiménez     | Michael Rogers          | Jan Ullrich             |         |
| 2006 | Jan Ullrich                | Koldo Gil               | Jörg Jaksche            |         |
| 2007 | Vlagyimir Karpec           | Kim Kirchen             | Stijn Devolder          |         |
| 2008 | Roman Kreuziger            | Andreas Klöden          | Igor Antón              |         |
| 2009 | Fabian Cancellara          | Tony Martin             | Roman Kreuziger         |         |
| 2010 | Fränk Schleck              | Lance Armstrong         | Jakob Fuglsang          |         |
| 2011 | Levi Leipheimer            | Damiano Cunego          | Steven Kruijswijk       |         |
| 2012 | Rui Alberto Faria Da Costa | Fränk Schleck           | Levi Leipheimer         |         |
| 2013 | Rui Alberto Faria Da Costa | Bauke Mollema           | Roman Kreuziger         |         |
| 2014 | Rui Alberto Faria Da Costa | Mathias Frank           | Bauke Mollema           |         |
| 2015 | Simon Špilak               | Geraint Thomas          | Tom Dumoulin            |         |
| 2016 | Miguel Ángel López         | Ion Izagirre            | Warren Barguil          |         |
| 2017 | Simon Špilak               | Damiano Caruso          | Steven Kruijswijk       |         |
| 2018 | Richie Porte               | Jakob Fuglsang          | Nairo Quintana          |         |
| 2019 | Egan Bernal                | Rohan Dennis            | Patrick Konrad          |         |
| 2020 | törölve                    | törölve                 | törölve                 | törölve |
| 2021 | Richard Carapaz            | Rigoberto Urán          | Jakob Fuglsang          |         |
| 2022 | Geraint Thomas             | Sergio Higuita          | Jakob Fuglsang          |         |
| 2023 | Mattias Skjelmose          | Juan Ayuso              | Remco Evenepoel         |         |
| 2024 | Adam Yates                 | João Almeida            | Mattias Skjelmose       |         |
| 2025 |                            |                         |                         |         |

## Külső hivatkozások
- Hivatalos honlap

1. ↑  (fr) Tour de Suisse 2001,  procyclingstats.com.